# Назаркин, Сергей Николаевич
Сергей Николаевич Назаркин (14 ноября 1913, Киньшино, Тамбовская губерния — 11 ноября 1979, Добринка, Липецкая область) — советский военнослужащий, участник Великой Отечественной войны, полный кавалер ордена Славы, командир отделения конной разведки 208-го гвардейского стрелкового полка гвардии старший сержант — на момент представления к награждению орденом Славы 1-й степени.

## Биография
Родился 14 ноября 1913 года в деревне Киньшино (ныне — Добринского района Липецкой области). Окончил 2 класса. Работал в колхозе. В 1936—1938 служил во внутренних войсках. В Красной Армии с 1939—1940 и с августа 1941. Участник советско-финляндской войны 1939—1940.
После демобилизации жил в Пермской области работал в леспромхозе в Чердынском районе, затем в органах НКВД.
В январе 1942 году был вновь призван в армию. Первое время нес службу в тылу на охране государственных объектов. В разгар Сталинградской битвы прибыл с маршевой ротой в 120-ю стрелковую дивизию. В составе этой дивизии прошел боевой путь от Сталинграда до столицы Австрии Вены. Воевал на Сталинградском, Донском, Воронежском, 2-м и 3-м Украинских фронтах. Участвовал в боях на Курской дуге, форсировал Днепр, прошел с боями всю Правобережную Украину, Молдавию, Румынию, Венгрию, Австрию.
С 30 января 1944 года находясь в течение 3 суток в тылу противника в районе населенного пункта Журавка, группа разведчиков с гвардии старшим сержантом Назаркиным изучали передвижение вражеских войск по шоссе. Когда разведчики были обнаружены и вступили в бой, Назаркин огнём из автомата сразил свыше 10 вражеских солдат, 4 взял в плен. На обратном пути у населенного пункта Лебедин бойцы его отделения вступили в бой с группой противников. 5 из них были убиты, остальные рассеяны. Разведгруппа, выполнив боевое задание, с боем прорвалась к своим, доставив командованию ценные сведения, и привела 14 пленных.
Приказом от 18 мая 1944 года гвардии старший сержант Назаркин Сергей Николаевич награждён орденом Славы 3-й степени.
В августе 1944 года в ходе Ясско-Кишиневской операции разведчики гвардии старшего сержанта Назаркина проникали в промежутки боевых порядков противника, наносили дерзкие удары по тыловым подразделениям, нападали на штабы и обозы.
18 августа 1944 года в 12 км южнее города Хуши разведчики внезапно напали на группу вражеских пехотинцев. Бойцы уничтожили немало автоматчиков, 12 взяли в плен, захватили 2 автомашины. 25 августа на дороге Куртени-Пошта — Елан разведчики из засады истребили 12 солдат и офицеров врага, а 7 пленили. В этих боях Назаркин лично уничтожил около трех десятков гитлеровцев.
Приказом по войскам 52-й армии от 7 сентября 1944 года гвардии старший сержант Назаркин Сергей Николаевич награждён орденом Славы 2-й степени.
В боях 24 марта — 2 апреля 1945 года в ходе Венской операции и боев за освобождение города Эйзенштадт гвардии старший сержант Назаркин со своим отделением проник за передний край обороны противника, захватил легковую автомашину, уничтожил 3 солдат, взял «языка». В ходе разведки места переправы через канал в городе Эйзенштадт бойцы сняли 2 вражеских часовых и захватили мост, что облегчило и ускорило переправу стрелков.
Указом Президиума Верховного Совета СССР от 15 мая 1946 года за образцовое выполнение заданий командования в боях с немецко-вражескими захватчиками гвардии старший сержант Назаркин Сергей Николаевич награждён орденом Славы 1-й степени. Стал полным кавалером ордена Славы.
В 1946 году старшина Назаркин был демобилизован. Вернулся на родину. Жил в поселке Добринка Липецкой области. Почти четверть века до выхода на пенсию трудился на Добринском хлебоприемном пункте старшим мастером производственного участка. Скончался 11 ноября 1979 года.
Награждён орденами Славы 3-х степеней, медалями.

## Память
Именем Назаркина С. Н. названа улица в поселке Добринка. 8 мая 1985 г. на доме, где он жил, установлена мемориальная доска.